# سمة الخلية المنجلية
الخلية المنجلية هي الحالة التي يمتلك فيها الشخص أليل واحد غير طبيعي من جين بيتا الهيموغلوبينانا (غير متماثل الزيجوت ) ، لكنه لا يظهر الأعراض الشديدة لمرض الخلية المنجلية التي تحدث في شخص الذي يمتلك نسختين من هذا الأليل (هو متماثل ). أولئك الذين يكونون غير متجانسين في أليل الخلية المنجلية ينتجون كل من الهيموغلوبين الطبيعي وغير الطبيعي (الأليلان هما الكوميومينات فيما يتعلق بالتركيز الفعلي للهيموغلوبين في الخلايا المنتشرة).
مرض الخلية المنجلية هو اضطراب في الدم حيث يوجد بديل للحمض الأميني في بروتين الهيموغلوبين في خلايا الدم الحمراء ، مما يجعل هذه الخلايا تأخذ الشكل المنجلي، خاصة عندما تكون في حالة توتر منخفض من الأكسجين . يمنح مرض المنجل والخلايا المنجلية أيضًا بعض المقاومة لتطفيل الملاريا لخلايا الدم الحمراء، بحيث يتمتع الأفراد المصابون بسمات الخلايا المنجلية (متغاير الزيجوت) بميزة انتقائية في البيئات التي توجد فيها الملاريا.

## الأعراض
سمة الخلية المنجلية هي النمط الوراثي للهيموغلوبين AS وتعتبر عمومًا حالة حميدة.  ومع ذلك، قد يكون لدى الأفراد المصابين بسمات الخلايا المنجلية مضاعفات نادرة. على سبيل المثال، في نوفمبر 2010 ، اكتشف الدكتور جيفري ك. توبنبرغر من المعاهد الوطنية للصحة أول دليل على الإصابة بمرض الخلايا المنجلية أثناء البحث عن فيروس أنفلونزا 1918 أثناء تشريح جندي أمريكي من أصل أفريقي. أظهرت نتائج تشريح جثة تاوبنبرغر أن الجندي عانى من أزمة في الخلايا المنجلية ساهمت في وفاته رغم أنه كان لديه نسخة واحدة فقط من الجين.  كانت هناك دعوات لإعادة تصنيف سمة الخلايا المنجلية كحالة مرضية، بناءً على عروضها السريرية الخبيثة.  الأهمية قد تكون أكبر أثناء ممارسة الرياضة. 

### العلاقة مع الحالات الطبية الأخرى

#### الملاريا
توفر خلية المنجل ميزة بقاء، ضد الوفيات الناجمة عن الملاريا ، على الأشخاص الذين يعانون من الهيموغلوبين الطبيعي في المناطق التي تتوطن فيها الملاريا. من المعروف أن السمة تسبب وفيات أقل بكثير بسبب الملاريا، خاصةً عندما نكون المتصورة المنجلية هي الكائن المسبب. هذا مثال رئيسي على الانتقاء الطبيعي ، كما يتضح من حقيقة أن التوزيع الجغرافي للجين لهيموغلوبين S وتوزيع الملاريا في أفريقيا يتداخلان تقريبًا. بسبب ميزة البقاء الفريدة، يزداد عدد الأشخاص المصابين بهذه السمات مع زيادة عدد المصابين بالملاريا. على العكس، يميل الأشخاص الذين لديهم الهيموغلوبين الطبيعي إلى الخضوع لمضاعفات الملاريا. [بحاجة لمصدر]
على الرغم من عدم معرفة الآلية الدقيقة لهذه الظاهرة، إلا أنه يعتقد أن هناك عدة عوامل مسؤولة.
- تميل كريات الدم الحمراء المصابة (خلايا الدم الحمراء) إلى انخفاض توتر الأكسجين، لأنه يقلل بشكل كبير من الطفيل. هذا يؤدي إلى منجلة تلك الكريات الحمراء بشكل خاص، مما يشير إلى أن الخلايا البالعة تتخلص من الخلية ومن ثم الطفيلي بداخلها.
- بما أن منجلة الخلايا المصابة بالطفيليات أعلى، فإن هذه الخلايا يتم إزالتها بشكل انتقائي بواسطة الجهاز الشبكي البطاني، وبالتالي تجنيب الكريات الحمراء الطبيعية.
- يحدث تكوين مفرغ في الفراغ في تلك الطفيليات التي تصيب الخلايا المنجلية.
- تنتج كريات الدم الحمراء المنجلية مستويات أعلى من أنيون أكسيد الفيروكسيد وأكسيد الهيدروجين مقارنةً بالكريات الحمراء الطبيعية، وكلاهما سام بالنسبة لطفيليات الملاريا. [5]

تم العثور على سمة المنجلية بنسبة 50 ٪ وقائية ضد الملاريا السريرية المعتدلة، و 75 ٪ واقية من الدخول إلى المستشفى لعلاج الملاريا، وحوالي 90 ٪ واقية من الملاريا الحادة أو المعقدة. 

#### الجمعيات المنشأة
- بيلة دموية [7]
- نقص بيلة البول [8]
- سرطان النخاع الكلوي، وهو سرطان يصيب الكلى ، هو من المضاعفات النادرة جدًا التي تظهر لدى المرضى الذين يعانون من سمة المنجلية. [9]
- نخر حليمي الكلوي [7] (يعتبر فقط «ممكنًا» من قبل بعض المصادر) [10]
- احتشاء الطحال على علو مرتفع. [11] قد لا تكون الجراحة ضرورية دائمًا. [12]
- الوفيات المفاجئة أثناء مجهود بدني في مجندي الجيش الأمريكي من أصل إفريقي [13] [14]
- التهاب المسالك البولية [15]

#### مقترح
- محتمل: [16] نقص حراري معقد، أحداث تخثر وريدي ، وفقدان الجنين، وفيات الولدان ، وتسمم الحمل
- ممكن: [16] متلازمة الصدر الحادة، البيلة الجرثومية عديمة الأعراض، وفقر الدم أثناء الحمل
- أدلة غير كافية: [16] اعتلال الشبكية ، تحص صفراوي ، قصور ، [17] قرحة الساق ، نخر الكبد، نخر الأوعية الدموية لرأس الفخذ ، والسكتة الدماغية . تم اقتراح ارتباط بالصداع النصفي المعقد. [18]

كانت هناك تقارير عن الانسداد التجلطي الوريدي الرئوي لدى النساء الحوامل المصابات بسمات الخلايا المنجلية،  أو الرجال خلال ضوء الهواء المطوّل، والسكتات الدماغية الشاذة والشذوذ على فحوصات PET في الأطفال المصابين بهذه الصفة.
يبدو أن الخلية المنجلية تزيد من تعقيدات المضاعفات التي تظهر في مرض السكري من النوع 2 ( اعتلال الشبكية ، اعتلال الكلية وبروتينية )  وتثير اعتلال الكلية الغيبوبة السكري السكري ، خاصة في المرضى الذكور.

## علم الوراثة
عادة، يرث الشخص نسختين من الجين الذي ينتج بيتا غلوبين ، وهو بروتين ضروري لإنتاج الهيموغلوبين الطبيعي ( الهيموغلوبين A ، النمط الوراثي AA). شخص مع سمة فقر الدم المنجلي يرث أليل واحد طبيعي وواحد غير طبيعي تشفر أليل الهيموغلوبين S (خضاب الدم الوراثي AS).
يمكن استخدام سمة الخلية المنجلية لإظهار مفاهيم الهيمنة المشتركة والهيمنة غير المكتملة. يظهر الفرد المصاب بسمات الخلية المنجلية هيمنة غير مكتملة عند النظر في شكل خلية الدم الحمراء. وذلك لأن المنجل يحدث فقط بتركيزات منخفضة من الأكسجين. فيما يتعلق بالتركيز الفعلي للهيموغلوبين في الخلايا المنتشرة، تظهر الأليلات الهيمنة المشتركة لأن كل من الأشكال «الطبيعية» والطفرية تتعايش في مجرى الدم. على عكس سمة الخلية المنجلية ، ينتقل مرض الخلية المنجلية بطريقة متنحية. 
حدد تحليل تسلسل الجينوم الكامل أصلًا منفردًا لسمات المنجل، مع وجود نوع واحد من أصل أجداد لجميع أنواع الخلايا المنجلية. يُعتقد أن هذا النمط الفرداني نشأ في الصحراء الكبري خلال مرحلة الهولوسين الرطبة منذ حوالي 7,300 عام. تشتمل متغيرات خلية المنجل المنحدرة من هذا النمط الفرداني القديم على خمسة أنماط متباينة مسماة على أسماء المواقع الجغرافية أو المجموعات الإثنية اللغوية (العربية / الهندية، بنين، الكاميرون، جمهورية أفريقيا الوسطى / بانتو، والسنغال) ، وتسمية أخرى مخصصة لنماذج الخلايا المنجلية غير النمطية.   أهميتها السريرية هي لأن بعضها يرتبط بمستويات HbF أعلى (على سبيل المثال، تميل المتغيرات السنغالية والسعودية إلى الإصابة بمرض أكثر اعتدالًا). 

## الانتشار

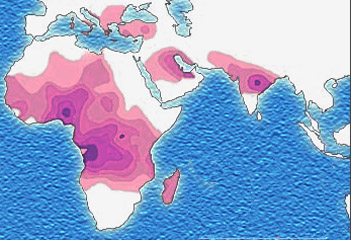
التوزيع العالمي للخلايا المنجلية.

معدل انتشار الخلايا المنجلية أعلى في غرب إفريقيا ، حيث يوجد في 25 ٪ من السكان. السمة لها أيضًا معدل انتشار مرتفع في أمريكا الجنوبية والوسطى، وخاصة في بنما. ومع ذلك، فإنه نادرًا ما يظهر أيضًا في بلدان البحر الأبيض المتوسط مثل إيطاليا واليونان وإسبانيا ، حيث تتوسع على الأرجح عبر الضغط الانتقائي للملاريا ، وهو مرض كان مستوطنًا في المنطقة. 

## في الرياضيين
في بعض الحالات، لا يحقق الرياضيون المصابون بسمات الخلايا المنجلية نفس المستوى من الأداء الذي يتمتع به الرياضيون النخبة ذوي الهيموغلوبين AA العادي. يجب أن يكون الرياضيون المصابون بسمات الخلايا المنجلية ومدربيهم على دراية بأخطار الحالة أثناء المجهود اللاهوائي وخاصة في الظروف الحارة والجافة.  في حالات نادرة، قد يتسبب الجفاف أو الإرهاق الناتج عن ممارسة الرياضة في تحويل خلايا الدم الحمراء السليمة إلى شكل منجل، مما قد يتسبب في الوفاة أثناء الأنشطة الرياضية. 
على الرغم من ضرورة إجراء المزيد من البحوث حول هذا الموضوع، فإن العلاقة بين الأفراد المصابين بسمات الخلايا المنجلية وزيادة خطر الوفاة المفاجئة تبدو مرتبطة باضطرابات الأوعية الدموية الدقيقة أثناء التمرين.  في السنوات الأخيرة، عقدت الرابطة الوطنية لرياضة الجامعات شراكة مع الجامعة الأمريكية لطب الرياضة وأصدرت بيانًا مشتركًا، يحذر الرياضيين من انتشار عوامل الخطر المحتملة في خلية المنجل.  شجعت الجامعة الأمريكية لطب الرياضة أيضًا الرياضيين مؤخراً على أن يكونوا على دراية بحالة سمة الخلايا المنجلية، لأن السمة نفسها لا تؤدي عادةً إلى أعراض في ظل ظروف طبيعية ولكنها يمكن أن تصبح خطرة أثناء النشاط البدني الشديد على غرار التدريب اليومي الذي يخضع له الرياضيون.
يحتوي الهيموغلوبين الطبيعي (والهيموغلوبين S في وجود الأكسجين) على خاصية تشوه تسمح للكريات الحمراء بالضغط بشكل أساسي على الأوعية الصغيرة، بما في ذلك تلك المشاركة في دوران الأوعية الدقيقة إلى الشعيرات الدموية داخل الأنسجة العضلية وكذلك إمدادات الدم المضمن داخل أنسجة الأعضاء. عندما يحرم الهيموغلوبين S من الأكسجين، فإنه يمكن أن يتبلمر، وهو ما يُقترح أن يسبب الخلايا «المنجلية».  تقدم كريات الدم الحمراء المنجلية تشوهًا منخفضًا عند مقارنتها بالكريات الحمراء الطبيعية، مما يؤدي إلى ضيق في الدورة الدموية في الأوعية الصغيرة المشاركة في دوران الأوعية الدقيقة، وخاصة في هذه الحالة، الشعيرات الدموية المتضمنة في الأنسجة العضلية.
يمكن أن ينتج عن ضيق الأوعية الدموية الناتجة في الشعيرات الدموية الخاصة بالأنسجة العضلية انحلال الروماتيزم الحاد ونخر داخل خلايا العضلات.   يؤدي التهاب وتسرب المواد داخل الخلايا الناتجة عن نخر خلايا العضلات إلى إطلاق بروتين معين، الميوغلوبين ، في مجرى الدم. بينما ضروري في الأنسجة العضلية لربط الحديد والأكسجين، يمكن للميوجلوبين المنتشر في مجرى الدم أن يتحلل إلى مركبات أصغر تلحق الضرر بخلايا الكلى، مما يؤدي إلى مضاعفات مختلفة، مثل تلك التي تظهر في الرياضيين المنجليين الذين يسمون بالخلايا المنجلية خلال مستويات عالية من الجهد البدني. 
بسبب العلاقة بين التشوه والخلايا المنجلية، يمكن استخدام التشوه لتقييم كمية الخلايا المنجلية في الدم. يمكن إظهار التشوه في كريات الدم الحمراء التي تسبب الضيق الأوعية الدموية الدقيقة من خلال العديد من الخصائص النزفية الأخرى.  من أجل تحديد تشوه كريات الدم الحمراء يتم قياس عدة عوامل بما في ذلك لزوجة الدم والبلازما والهيماتوكريت (حساب نسبة خلايا الدم الحمراء الموجودة في الدم).  

### ثلاسيميا ألفا
عادةً ما يتم توريث ثلاسيميا ألفا ، مثل سمة المنجلية، في المناطق التي تزيد فيها نسبة التعرض للملاريا. وهو يتجلى كتعبير منخفض عن سلاسل ألفا غلوبين، مما يسبب اختلالًا زائدًا في سلاسل بيتا غلوبين، ويمكن أن يؤدي أحيانًا إلى أعراض فقر الدم. الهيموغلوبين الشاذ يمكن أن يتسبب في تدمير الجسم لخلايا الدم الحمراء، مما يسبب فقر الدم بشكل أساسي. 
في الأفراد المدربين على التحمل ذوي سمة المنجلية، ثبت أن وجود ثلاسيمية ألفا يتصرف بشكل وقائي ضد الضائقة الميكروية قبل وأثناء وبعد التمرين. 

### العلامات والأعراض والوقاية
بسبب الضيق الأوعية الدقيقة، فإن علامة أو أعراض من الانهيار المحتمل المنجل هو التشنج. على وجه التحديد لسمات الخلايا المنجلية، يحدث التشنج في الأطراف السفلية والظهر عند الرياضيين الذين يخضعون لنشاط بدني مكثف أو مجهود.  مقارنة بتشنجات الحرارة، تقلصات التشنج المنجلية أقل حدة من حيث الألم ولها ضعف وإرهاق مرتبط بها، مقارنةً بالعضلات المقيدة بإحكام والتي تقفل أثناء تقلصات الحرارة.
يحدث الانهيار المنجلي ببطء بعد التشنجات والضعف والأوجاع العامة للجسم والتعب.   يجب أن يستغرق الأفراد الذين يعانون من حالة صفة المنجل الإيجابية المعروفة والذين يعانون من ضعف أو إرهاق كبير في العضلات أثناء ممارسة الرياضة ينصح أن يأخذوا وقتًا إضافيًا للتعافي والترطيب قبل العودة إلى النشاط من أجل منع المزيد من الأعراض. 
يمكن منع الانهيار من خلال اتخاذ خطوات لضمان مستويات كافية من الأوكسجين في الدم. من بين هذه التدابير الوقائية الترطيب المناسب  والتأقلم التدريجي لظروف مثل الحرارة والرطوبة وانخفاض ضغط الهواء بسبب الارتفاع العالي.    ويساعد التقدم التدريجي لمستويات الجهد المبذول أيضًا أجسام الرياضيين على التكيف والتعويض، واكتساب اللياقة ببطء على مدار عدة أسابيع.   